# Koltan
Koltan (coltan) – ruda tantalu i niobu, będąca mieszaniną dwóch minerałów: kolumbitu i tantalitu.

## Właściwości
- Wzór chemiczny: FeIINb2O6 – ferrokolumbit; FeIITa2O6 – ferrotantalit; MnIITa2O6 – manganotantalit
- Rysa: brązowa
- Barwa: czarna, brązowa
- Połysk: metaliczny

## Występowanie
Miejsca występowania: Demokratyczna Republika Konga (około 70% zasobów światowych), Australia, Brazylia, Burundi, Kanada, Nigeria, Rwanda, Uganda.

## Zastosowanie
- w elektronice – koltan wykorzystuje się do produkcji kondensatorów i innych nowoczesnych części elektronicznych.
- ma znaczenie strategiczne ze względu na bardzo wysoką temperaturę topnienia – stosowany jest do produkcji pancerzy czołgowych i powlekania statków kosmicznych.

## Koltan w Demokratycznej Republice Konga
Ze względu na wojnę domową w Demokratycznej Republice Konga i łamanie praw człowieka, pozyskiwane koltanu i innych rud tantalu w rejonie konfliktu zostało zakazane przez ONZ. Według raportu Panelu Ekspertów ONZ (S/2002/1146 z października 2002), kraje bezpośrednio zamieszane w konflikt i nielegalny obrót tym surowcem to oprócz pozostającej w stanie wojny domowej i okupacji przez obce armie Demokratycznej Republiki Konga: Burundi, Republika Środkowej Afryki, Kenia, Mozambik, Republika Kongo, Południowa Afryka, Rwanda, Tanzania, Uganda i Zambia. Liczbę ofiar konfliktu szacuje się na 5 mln ludzi w ciągu ostatnich kilku lat oraz co najmniej drugie tyle uchodźców i osób wygnanych z miejsca zamieszkania w celu umożliwienia odkrywkowego wydobycia rud tantalu.
Jak podaje raport ONZ (S/2002/1164), wydobyciem w Demokratycznej Republice Konga rud tantalu zajmuje się firma Eagle Wings Resources International, która wydobywa koltan w Bukavu. Jest to firma-córka amerykańskiej kompanii Trinitech International Inc z Ohio. Firma ta kierowana jest z Rwandy i ma swoje biura w Rwandzie, Burundi i Demokratycznej Republice Konga. W firmie Eagle Wings zaopatrują się np. amerykańska firma-matka, kazachski przemysł energetyczny oraz niemiecki koncern H.C. Starck (należący do Bayer AG). Jednocześnie H.C. Starck wypiera się nielegalnego importu. Raport ONZ (S/2002/1164) tak relacjonuje tę kwestię: „W oświadczeniu prasowym z 24 maja 2002 roku H.C. Starck ponownie stwierdziła, że od sierpnia 2001 nie nabywała surowca pochodzącego z Afryki Centralnej. Panel jest w posiadaniu dokumentów, które przeczą tym zapewnieniom. W tym samym oświadczeniu H.C. Starck stwierdziła, że jej koltan pochodzi od drobnych dostawców, a nie od grup partyzanckich. W rzeczywistości nie ma koltanu ze wschodu Demokratycznej Republiki Konga, którego wydobycie nie wspierałoby grup partyzanckich lub grup obcych wojsk”.
Światowe zapotrzebowanie na ten surowiec stale rośnie m.in. z powodu dynamicznie rosnącej produkcji urządzeń elektronicznych, w tym dla telefonii komórkowej. Z powodu ograniczonego wydobycia w ciągu ostatnich kilku lat ceny tantalu wzrosły dziesięciokrotnie.
1 kg koltanu kosztuje w Europie ok. 400 USD, a w rejonie wydobycia 3 USD.